# مات نوبل
مات نوبل (بالإنجليزية: Matt Noble)‏ (23 نوفمبر 1988 بنيوكاسل أبون تاين في المملكة المتحدة - ) هو لاعب كرة قدم بريطاني في مركز الدفاع. لعب مع روتشيدال روفرز ونادي دونكاستر روفرز ونادي غيتزهد ونادي جيزيلي ‏ وسبنيمور تاون ‏.

## وصلات خارجية
- مات نوبل على موقع Soccerbase.com (لاعب) (الإنجليزية)